# Interopérabilité
Pour les articles homonymes, voir Interopérabilité en informatique et Interopérabilité ferroviaire.
 (novembre 2009).
Si vous disposez d'ouvrages ou d'articles de référence ou si vous connaissez des sites web de qualité traitant du thème abordé ici, merci de compléter l'article en donnant les références utiles à sa vérifiabilité et en les liant à la section « Notes et références ».
L’interopérabilité est la capacité que possède un produit ou un système, dont les interfaces sont intégralement connues, à fonctionner avec d’autres produits ou systèmes existants ou futurs et ce sans restriction d’accès ou de mise en œuvre.
Il convient de distinguer « interopérabilité » et « compatibilité ». Pour être simple, on peut dire que la compatibilité est une notion verticale qui fait qu'un outil peut fonctionner dans un environnement donné en respectant toutes les caractéristiques et l'interopérabilité est une notion transversale qui permet à divers outils de pouvoir communiquer - quand on sait pourquoi, et comment, ils peuvent fonctionner ensemble.
Autrement dit, on ne peut parler d'interopérabilité d'un produit ou d'un système que si on connaît intégralement toutes ses interfaces.
L'interopérabilité est considérée comme très importante voire critique dans de nombreux domaines, dont l'informatique, le médical au sens large, les activités ferroviaires, l'électrotechnique, l'aérospatiale, le domaine militaire et l'industrie en général. Les différents systèmes, appareils et éléments divers utilisés doivent pouvoir interagir sans heurts.
Compte tenu du fait que ces éléments sont produits par des constructeurs divers, avec des méthodes variées, et qu'ils répondent à des besoins spécifiques, l'idée la plus simple consiste à définir une base explicite, une norme ou un ensemble de normes, que chaque élément va « implanter » dans son propre fonctionnement.
Cette norme joue un double rôle : elle est d'abord un indicateur de la façon dont le dialogue entre les différents éléments doit s'opérer — et cristallise donc les besoins de ce dialogue ; elle est ensuite une passerelle de communication, qui va pouvoir éventuellement s'adapter aux besoins changeants des éléments. La norme est alors la base de conception des interfaces.
Le téléphone est un exemple de système interopérable. Toutes les interfaces sont des normes gérées par l'UIT-T. On peut ainsi téléphoner sans se soucier de la marque de téléphone ou de celui de son correspondant, ni des composantes utilisées par les différents opérateurs.
Le monde anglo-saxon voit l'interopérabilité sous l'angle de l'informatique et des télécommunications, et comme un moyen de puissance et de domination du marché. L'interopérabilité industrielle est traitée par les Anglo-Saxons par l'intermédiaire de l'ingénierie des systèmes, qui est une discipline universitaire.
Le monde universitaire utilise d'ailleurs de plus en plus cette notion comme le démontre une récente étude.

## Éléments de définition

### Vue générale de l'interopérabilité
Pour définir plus exactement ce qu'est et n'est pas l'interopérabilité, on peut commencer par la distinguer de la compatibilité. Cette dernière relation est binaire et concerne un ensemble fini de systèmes. A et B sont compatibles, ou pas, si leurs constructions respectives leur permettent, ou pas, de communiquer et travailler ensemble.
A et B seront dits interopérables si, grâce à une ou plusieurs normes externes qu'ils respectent, ils en viennent entre autres à pouvoir être compatibles. L'interopérabilité est générale et ne concerne pas a priori des éléments ou systèmes particuliers. Elle existe au travers de normes et formats respectés par tout élément ou système qui souhaite intégrer un plexus interopérable — le réseau des éléments qui communiquent entre eux de façon fluide et normée. On voit que l'interopérabilité ne doit rien au hasard, et résulte d'un accord explicite entre les différents constructeurs d'éléments.
Interopérabilité et uniformité sont souvent mises en relation. Une critique courante est de dire que la course à l'interopérabilité entraîne avec elle un appauvrissement du développement des techniques, en freinant les innovations — qui sont le plus souvent le fait d'un acteur isolé. Il n'est effectivement pas faux de dire que l'interopérabilité amène à une forme d'unicité : le processus par lequel plusieurs systèmes deviennent interopérables se fonde bel et bien sur l'unicité d'une norme à respecter mais pas sur l'unicité des produits qui respectent cette norme, bien au contraire ! La norme peut au contraire favoriser l'apparition de produits concurrents, à la seule condition de porter sur le comportement extérieur, la fonctionnalité ou les interfaces du système ou de l'objet sur lequel elle porte, et non sur sa conception interne.
Il est complètement faux de dire que l'interopérabilité impose un modèle unique de développement des systèmes. Deux systèmes peuvent parfaitement inter-opérer sans pour autant être conçus de la même manière. L'interopérabilité ne concerne que le comportement externe de chaque système, et non ses mécanismes internes. De plus, respecter une norme ne signifie pas ne pas avoir le droit d'en respecter d'autres ou de créer un réseau plus large de systèmes interopérables. Cette décision relève du constructeur ou du prestataire de service. Cela ne signifie pas non plus fermer la porte aux innovations : de simples ajouts peuvent rejoindre une norme existante, et les innovations de plus grande échelle peuvent susciter la mise en place d'une nouvelle norme, qui peut stimuler l'adoption de l'innovation et de ses applications.
Ce problème de l'unicité concerne certains domaines et pas d'autres et pose en fait surtout des problèmes de compatibilité, entre les normes cette fois. La solution la plus courante mais imparfaite consiste à utiliser des normes reposant sur des formats ouverts ou fermés, et par là rapidement évolutifs. Le domaine de l'informatique illustre plus particulièrement ce point.
L'interopérabilité n'est pas par elle-même un élément concret ou un critère défini. On peut déterminer dans quelle mesure des systèmes sont interopérables en jugeant de leur respect de la norme qui a donné lieu à une interopérabilité. On comprend alors qu'on puisse parler d'interopérabilité partielle : si un logiciel, par exemple, ne respecte qu'une partie d'une norme, il ne pourra peut-être pas dialoguer correctement avec un autre programme, voire pas du tout. Dans l'absolu, seul le respect strict d'une norme donnée conduit à une interopérabilité réelle, mais cette situation est assez éloignée de la réalité.

### Des enjeux cruciaux
L'interopérabilité a évidemment de larges implications techniques, mais pas uniquement. Elle peut avoir une incidence sur l'organisation d'une entreprise ou d'un organisme, et pose des questions essentielles. Celles-ci ont trait par exemple aux données et à leur échange :
- Est-ce que les gens (concepteurs de systèmes ou utilisateurs finaux) souhaitent partager leurs données ?
- Le cas échéant, dans quelle mesure et de quelle façon ?
- Comment organiser une norme pour que l'interopérabilité visée soit à la fois la plus facilement accessible et la plus viable possible ?
- Comment faire pour qu'elle soit adaptée à des besoins complexes et parfois contradictoires ?

La standardisation constitue un élément de réponse pour certaines de ces questions.
Économiquement, l'interopérabilité a des conséquences méconnues du grand public et parfois sous-estimées par les acteurs industriels. Si les produits de plusieurs concurrents ne sont pas interopérables (à cause de brevets exclusifs, de secrets de fabrications ou pour toute autre raison volontaire ou non), on peut aboutir à une situation monopolistique ou bien à un marché fragmenté.
Voir infra.
Une telle configuration économique se fait au détriment du consommateur. L'informatique, notamment, présente les différents cas : la position de Microsoft par rapport à ses concurrents sur le marché des systèmes d'exploitation illustre bien le premier. Les gouvernements peuvent essayer d'encourager les constructeurs à engager une démarche d'interopérabilité concertée, mais cela se heurte concrètement à des intérêts commerciaux déjà en place. De telles démarches peuvent aussi conduire à des accords semi-ouverts, semi-fermés, c'est-à-dire excluant un ensemble d'acteurs économique au profit d'un petit groupe.
Voir infra.
Enfin, l'interopérabilité peut renvoyer aux problématiques de la liberté (liberté d'utilisation, liberté de choix…), comme le montre l'USA PATRIOT Act.

## Interopérabilité en informatique
L'interopérabilité est une notion absolument cruciale pour les réseaux de télécommunication mondiaux comme le téléphone et l'Internet. Par essence, des matériels divers et variés sont mis en œuvre dans ces réseaux hétérogènes aux côtés d'une panoplie encore plus vaste de matériels informatiques et de logiciels.
Mais elle est cruciale aussi et surtout pour l'ensemble de l'économie, car aujourd'hui, dans presque tous les domaines d'activité, dans l'industrie et dans les services, et même en agriculture, des systèmes informatiques gèrent des données, pilotent des systèmes de contrôle, des systèmes de gestion, et sont interconnectés d'une entreprise à l'autre par des réseaux informatiques (internet, extranet, messageries électroniques…).
On peut en quelque sorte affirmer que, du point de vue de l'ingénierie des systèmes, l'interopérabilité informatique pilote l'interopérabilité globale.
Au niveau des gouvernements occidentaux, notons un exercice annuel, le Coalition Warrior Interoperability Demonstration visant à vérifier celles-ci et à apporter des solutions industrielles aux difficultés rencontrées.

### Télécommunications
En télécommunications, le terme peut être défini comme la capacité de fournir et accepter les services d'autres systèmes, et d'utiliser les services échangés afin de permettre un fonctionnement plus efficace pour les deux systèmes.
Dans un environnement radio, l'interopérabilité est composée de trois dimensions :
- La compatibilité des chemins de communication (fréquences, équipements et signaux),
- La couverture du système radio ou la force du signal émis, et ;
- L'évolutivité des systèmes

### Quelques exemples d'outils d’interopérabilité en informatique
Différents outils sont utilisés pour assurer l’interopérabilité entre différents matériels informatiques. Parmi ceux-ci, on peut citer les logiciels d'authentification unique (SSO ou Single Sign-On en anglais) qui permettent à plusieurs systèmes d'utiliser une authentification centralisée ou bien les réseaux privés virtuels (Virtual Private Network, VPN en anglais) qui permettent des échanges d'informations sécurisées entre plusieurs réseaux non directement connectés.

## Interopérabilité des réseaux physiques

### Interopérabilité ferroviaire
Dans l'Union européenne, l'interopérabilité ferroviaire concerne la conception, la construction, la mise en service, le réaménagement, le renouvellement, l'exploitation et la maintenance des éléments des systèmes ferroviaires ainsi que les qualifications professionnelles et les conditions de santé et de sécurité du personnel qui contribue à son exploitation.
Dans l'Union européenne, (dans le domaine ferroviaire), l'interopérabilité est définie comme « l'aptitude du système ferroviaire transeuropéen conventionnel à permettre la circulation sûre et sans rupture de trains en accomplissant les performances requises pour ces lignes. Cette aptitude repose sur l'ensemble des conditions réglementaires, techniques et opérationnelles qui doivent être remplies pour satisfaire aux exigences essentielles ; » 

### Interopérabilité routière
Dans une certaine mesure, on peut considérer que le code de la route, les gabarits des ponts et des routes correspondent à une certaine forme d'interopérabilité, ainsi que la standardisation des pneumatiques, des équipements dynamiques routiers et les systèmes de paiement électronique sur les autoroutes.

### Interopérabilité des réseaux de vélopartage
L'interopérabilité des systèmes d'attache aux bornettes est l'un des facteurs cruciaux, pour l'extension aux banlieues des réseaux commerciaux de vélopartage comme Vélib'® à Paris, vélo'v® à Lyon et Villeurbanne ou VélôToulouse® à Toulouse.

### Interopérabilité électrique
Les piles et piles rechargeables ont dû être standardisées.
L'électricité distribuée sur les réseaux 230 volts doit rester dans une certaine plage de tension (220 à 240 V) et de fréquence (50 Hz), de manière que les équipements puissent être indifféremment branchés sur différents points du réseau, dans différents États.
Pour accompagner le développement des Smart Grids, deux nouvelles normes d'interopérabilité entre les appareils et terminaux et les réseaux électriques intelligents ont été lancées en 2012 par l'ESTI (European Telecommunications Standards Institute) et l’Esna (Energy Services Network Association), pour la zone de l'Union européenne. L’« Open Smart Grid Protocol » est une nouvelle couche de protocole de communication standard et le « BPSK Narrow Band Power Line Channel for Smart Metering Applications » précise le mécanisme de contrôle du réseau à travers une ligne électrique haute performance à bande étroite.

## Interopérabilité comme instrument de puissance et de domination du marché

### Limiter l'interopérabilité
L'interopérabilité tend à être conçue comme un sujet d'experts, et ses implications dans la vie courante sont quelquefois sous-estimées.
Le cas de Microsoft par rapport à la Commission européenne est révélateur de la façon dont l'interopérabilité concerne des questions importantes sur les relations de puissance. En 2004, la Commission européenne trouva que Microsoft avait abusé de sa position dominante en restreignant délibérément l'interopérabilité entre les micro-ordinateurs Windows et les serveurs de groupes de travail non-Microsoft. En agissant ainsi, Microsoft était capable d'acquérir une position dominante sur le marché pour les systèmes d'exploitation de serveurs de groupes de travail, le cœur de ses réseaux groupe de TIC. On a demandé à Microsoft de publier de la documentation d'interface précise, ce qui devait permettre à des vendeurs rivaux d'entrer en compétition sur un pied d'égalité (« le remède d'interopérabilité »). En juin 2005, la Commission teste sur le marché une nouvelle proposition de Microsoft dans ce sens, comme elle avait rejeté de précédentes propositions comme étant insuffisantes.
Les efforts récents de Microsoft autour de l'interopérabilité pourraient indiquer un changement dans leur approche et leur niveau d'engagement vers l'interopérabilité. Ces efforts incluent la migration des formats de fichiers Microsoft Office vers ECMA Office Open XML, et plusieurs accords avec des partenaires, plus particulièrement leur récent accord de collaboration avec Novell. Cependant, de nombreuses personnes critiquent le format Open XML qui permet l'inclusion d'objets binaires, inclusion incompatible avec la notion d'interopérabilité. Microsoft utilise le mot interopérabilité dans le sens de compatibilité avec ses propres produits.
L'interopérabilité a aussi émergé dans le débat sur le brevet logiciel au Parlement européen (Juin/Juillet 2005). Des critiques prétendent que parce que les brevets sur les techniques nécessitées par l'interopérabilité sont gardés sous conditions RAND (Reasonable And Non Discriminatory licensing), les clients auront à payer des licences deux fois : une fois pour le produit et, si nécessaire, une fois pour le programme protégé par le brevet que le produit utilise.

### Encourager l'interopérabilité
La stratégie précédente est bien connue et classique. Elle concerne généralement un acteur en position de quasi-monopole. C'est grâce à une interopérabilité partielle que des entreprises peuvent acquérir une position hégémonique mondiale. L'interopérabilité implique la connaissance exhaustive des interfaces.
Comme l'Union européenne commençait à organiser un grand marché unique avec la zone euro, les États-Unis ont cherché de la même façon, dès la fin des années 1980 et la chute du mur de Berlin, à mettre en cohérence toute leur économie en encourageant l'interopérabilité : misant en général sur une durabilité faible, laissant de côté (pour l'instant) le protocole de Kyoto, elle cherche à transformer le capital naturel en capital de connaissances. Paul Romer est l'un des principaux théoriciens américains de la croissance économique, qu'il voit tirée par l'innovation technologique, et concerner tous les aspects de la société (changement de paradigme).
Dans cette stratégie, les entreprises des secteurs de l'aéronautique, de l'armement, et de l'informatique intervenant dans la première guerre du Golfe se sont regroupées dans un vaste consortium mondial (NCW), devenu dans sa version civile (énergie, télécommunications, automobile…) Network Centric Operations (opérations réseaux centrées en français, voir Network Centric Operations Industry Consortium), s'appuyant sur des normes mondiales en informatique (W3C, OASIS), et sur les règles du commerce international à travers la Chambre de commerce internationale, le BASD, le WBCSD, l'OCDE… Cette stratégie se met en œuvre dans le cadre d'une politique offensive d'advocacy (soutien aux entreprises) qui comporte un volet important de normalisation dans le système juridique anglo-saxon de soft law. L'interopérabilité des données apparaît en évidence dans la stratégie des données en réseau centré du Department of Defense américain.
Du point de vue de l'influence, les États-Unis jouent sur toutes les vulnérabilités, ou dispositifs qui leur sont favorables, comme la Commission européenne, sur le plan de sa force de proposition et de son fonctionnement.
Concrètement, pour mettre en œuvre ces structures complexes de pilotage, il est nécessaire de disposer d'une infrastructure d'interoperabilité permettant de faire communiquer entre elles un ensemble de communautés comprenant quelquefois plus de 100 000 employés, appartenant à des organismes différents : entreprises (multinationales, PME/PMI innovantes), centres d'étude et de recherche, universités, appelées clusters aux États-Unis. L'équivalent européen s'appelle pôle de compétitivité.
En fait, pour réaliser les infrastructures d'interopérabilité correspondantes, les méthodes classiques de sécurité informatique (Infrastructure à clés publiques) sont insuffisantes : on doit s'appuyer sur des métadonnées (données des données des ressources informatiques employées par les organismes) qui sont regroupées en ensemble d'éléments dans des registres de métadonnées souvent spécialisés par domaines d'activité. Le Dublin Core donne un canevas général.

## L'interopérabilité et la loi
En France, le référentiel général d'interopérabilité a un caractère obligatoire pour les administrations et services concernés.
Le droit à la connaissance exhaustive des interfaces d'un produit devrait être un droit accordé sans supplément de prix et sans restriction à celui qui l'acquiert, conférant ainsi la possibilité de faire fonctionner le produit (tant matériel que logiciel) avec d'autres produits existants ou à venir.
Ceci est en parfait accord avec l'article L122-1 du Code de la consommation qui interdit de subordonner l'usage d'un produit à l'achat d'un autre produit.
La complexité croissante des produits induit une dérive qui doit être contenue par la loi.
Le mot interopérable a fait son apparition dans l'article 4 de la loi no 2004-575 du 21 juin 2004 pour la confiance dans l'économie numérique : « On entend par standard ouvert tout protocole de communication, d'interconnexion ou d'échange et tout format de données interopérable et dont les spécifications techniques sont publiques et sans restriction d'accès ni de mise en œuvre ».
La notion d'interopérabilité existe implicitement dans l'article L122-1 du Code de la consommation relatif à la vente liée.

## Prospective
L'intelligence artificielle pourrait grandement faciliter l'interopérabilité, par exemple dans le secteur public européen multilingue selon une étude menée dans le cadre de l'Observatoire technologique du secteur public (développé au sein de l'Union européenne par la Direction générale de l'informatique avec le soutien du Centre commun de recherche).

## Normalisation

### Les Normes
Le développement de l’interopérabilité est une des missions des normes ISO. Elles portent sur les outils les plus élémentaires, comme les vis, les éléments de fixation ou les roulements. Elle potent également sur les procédés les plus complexes, comme l’échange de données de produit, qui est utilisée par exemple dans l’automatisation industrielle

### Les organismes majeurs publiant des normes
Il existe différents organismes dont le rôle est de valider des normes que les industries, notamment, utiliseront comme support pour rendre leurs services et produits interopérables, et a fortiori, compatibles.
- AFNOR : Association française de normalisation
- ANSI : American National Standards Institute
- CEN : Comité européen de normalisation
- CENELEC : Comité européen de normalisation électrotechnique
- ETSI : Institut Européen des Normes de Télécommunication
- GS1 France : Organisme mondial de normalisation

ISO : Organisation internationale de normalisation
- ITU : Union internationale des télécommunications

Pour les systèmes d'information :
Pour l'Internet
- DMTF : Distributed Management Task Force
- IETF : Internet Engineering Task Force
- ISOC : Internet Society
- OASIS : Organization for the Advancement of Structured Information Standards
- W3C : World Wide Web Consortium